# Likit Ruk
Likit Ruk (thaï : ลิขิตรัก / anglais : The Crown Princess) est une série télévisée thaïlandaise diffusée du 14 mai au 19 juin 2018 sur Channel 3.

## Synopsis
Parce que sa vie a été mise en danger après son couronnement, la princesse héritière Alice du pays Hrysos a été secrètement envoyée en Thaïlande, où Dawin Samuthyakorn, lieutenant-commandant de la marine thaïlandaise et du Navy SEAL, devient son garde du corps.

## Distribution
- Urassaya Sperbund (อุรัสยา เสปอร์บันด์) : Princesse Alice Madeleine Thereza Phillipe (Naree Singjun-Samuthyakorn /นารี สมุทรยากร )
- Nadech Kugimiya (ณเดชน์ คูกิมิยะ) : Lieutenant Commandant Dawin Samuthyakorn
- Sara Legge (ซาร่า เล็กจ์) : Princesse Catherine "Kate" William Ann Phillipe
- Intad Leowrakwong (อินทัช เหลียวรักวงศ์) : Prince Alan Aaron Mark Andre Phillipe
- Nattasha Bunprachom : Sergent Danika "Paen" Samuthyakorn
- Khunnarong Prathetrat : Pilote Ratchata "Hin" Janenapa
- Nirut Sirijanya : Roi Henry Antoine Phillipe de Hrysos
- Cindy Burbridge (Bishop) : Princesse Mona
- Yanin Vismitananda : Petra, garde du corps de la Princesse Alice